# Sefwi
Les Sefwi sont un sous-groupe Akan qui vit principalement dans la région nord-ouest du Ghana et parle le sefwi. Ce terme est également confondu avec les Esahie.

## Étymologie
Le terme Sefwi, fait référence à la langue parlée et au peuple Sefwi qui est mythiquement né du flétrissement de la phrase Twi, "Asa awie" qui se traduit par "La guerre est finie". L'étymologie du terme indique une création relativement récente et les premières mentions datent du XIXe siècle. La tradition orale et l'étymologie se relient puisqu'il s'agirait d'un peuple s'étant installé sur les territoires Aowin pour échapper aux guerres du XVIIe siècle avec les Ashantis Avant cela, les auteurs nommaient également la chefferie Sefwi soue le nom d'Inkassa, Inkassa Igyina, Grand Enkassa ou Encasser. 

## Histoire
Les sources écrites et orales indiquent qu'avant l'expansion des états Akan de Denkyira et Ashanti se trouvait une confédération de chefferies Aowin et Sefwi (alors nommés Encasser). A la fin du XVIIe siècle, cet état est considéré comme mineur. Ses chefs sont signataires du Traité de Butre aux côtés des Ahantas. Toutefois, le conflit entre les Ashantis et les Aowin (Encasser) mène à la conquête des dernières chefferies et l'exil du peuple prenant alors le nom de Sefwi. Ils s'implantent alors dans le Nord ouest du Ghana.

## Répartition
Géographiquement situés dans la Région Nord Ouest, les Sefwis se trouvent à 200km de la côte et sont implantés sur une surface importante traversée par les rivières Tano et Bia.
Les Sefwis se composent de trois États traditionnels, à savoir Anhwiaso, Bekwai et Wiawso, qui ont tous un chef suprême mutuellement indépendant et partagent une divinité commune Sobore et un festival d'igname commun appelé Alluolue ou Elue.
Avec une population totale d'environ 572.020 habitants (2010), les Sefwi sont redistribués dans 7 districts et 7 circonscriptions, comprenant Bia West, Bia East, Bibiani/Anhwiaso/Bekwai, Bodi, Juabuso, Sefwi Akontombra et Sefwi Wiawso. Ces territoires sont partagés avec les Aowin, Wassa, Nzema et les Ahanta.